# 瀋陽工程学院
瀋陽工程学院(しんようこうていがくいん)は、中華人民共和国の東北工業都市、遼寧省の省都瀋陽市にある公立学校。  
瀋陽電力高等専門学校は1952年に設立した。2003年4月に教育省によって承認されて瀋陽電力高等専門学校や遼寧商業職業学院が合併した、今は遼寧省人民政府に隷属している。
大学は"工学、経済学、芸術、経営、法律、"五つの分野が含まれている。

## 住所
- 瀋陽市瀋北新区蒲昌路18号